# Brigitta Bukovec
Brigitta Bukovec (Eslovenia, 21 de mayo de 1970) es una atleta eslovena retirada, especializada en la prueba de 100 m vallas en la que llegó a ser subcampeona olímpica en 1996.

## Carrera deportiva
En los JJ. OO. de Atlanta 1996 ganó la medalla de plata en los 100 metros vallas, con un tiempo de 12.59 segundos, llegando a meta tras la sueca Ludmila Engquist (oro) y por delante de la francesa Patricia Girard. 
Dos años después, en el Campeonato Europeo de Atletismo de 1998 volvió a ganar la plata en la misma prueba, con un tiempo de 12.65 segundos, llegando a meta tras la búlgara Svetla Dimitrova y por delante de la rusa Irina Korotya (bronce con 12.85 s).